# Revictimització
La revictimització és una pràctica que afegeix un sofriment afegit o un maltractament addicional una persona en situació de violència masclista com a conseqüència dels dèficits quantitatius o qualitatius de les intervencions dutes a terme pels organismes i professionals responsables de l'atenció a la víctima. Així mateix, designa les actuacions desencertades realitzades per altres agents implicats. La revictimització es produeix, per exemple, per part dels mitjans de comunicació quan, en informar sobre la dona que ha patit violències, en fan un tractament indegut per l'aproximació excessivament dramàtica o sensacionalista, i per l'ús impropi de termes o d'imatges.
També es produeix quan s'obliga les supervivents a haver de narrar les seves vivències una vegada i una altra, passant per diferents professionals, de manera que se'ls fa reviure el trauma sofert. Sovint, en aquest procés, se'ls fan preguntes que impliquen judicis de valor sobre elles o qüestionen els seus actes i la fiabilitat de la seva versió dels fets. D'aquesta manera, se'ls fa doblement víctimes: de l'agressió inicial i del sistema que en principi les ha de defensar.